# Qazlar
Qazlar (persiska: قزلر) är en ort i Iran.   Den ligger i provinsen Khorasan, i den nordöstra delen av landet, 700 km öster om huvudstaden Teheran. Qazlar ligger 1 193 meter över havet och antalet invånare är 170.
Terrängen runt Qazlar är platt åt nordost, men åt sydväst är den kuperad. Runt Qazlar är det ganska tätbefolkat, med 185 invånare per kvadratkilometer. Närmaste större samhälle är Chenārān, 6,5 km öster om Qazlar. Omgivningarna runt Qazlar är i huvudsak ett öppet busklandskap.